# Michel Blavet
Pour les articles homonymes, voir Blavet.
Michel Blavet est un compositeur français né à Besançon le 13 mars 1700 et mort à Paris le 28 octobre 1768.

## Biographie
Bien qu'il fût autodidacte et gaucher, Blavet joua de plusieurs instruments, devint un bassoniste brillant et fut le plus fameux flûtiste virtuose de la première moitié du XVIIIe siècle. 
Il gagne Paris en 1723, où il est employé par le comte Lévis. En 1726, il entre au service du comte de Carignan pour qui il écrit sa première composition. La même année, il se lie d'amitié avec le flûtiste virtuose Johann Joachim Quantz, élève de Pierre-Gabriel Buffardin. Ses premiers concertos et sonates obtinrent un immense succès au Concert Spirituel.
Vers 1732, il devint surintendant de la musique du comte de Clermont-en-Argonne, Grand Maître de l'ordre des Francs-Maçons, au service duquel il reste 30 ans. En 1740, il devient flûtiste à l'Opéra de Paris. Après avoir rencontré à Paris Georg Philipp Telemann en 1746, il fait découvrir ses quatuors avec la formation qu'il avait créée, un quatuor avec flûte, violon, viole de gambe ou violoncelle et basse continue.
À partir de 1752, il écrit quelques petits opéras pour le comte de Clermont et est l'auteur du premier opéra-bouffe français : Le Jaloux corrigé. Il est l'un des premiers Français à écrire des concerti, mais seul son Concerto à quatre parties est parvenu jusqu'à nous. Les sonates de Blavet constituèrent des sommets du répertoire de la flûte traversière. 
Blavet a également enseigné et a édité plusieurs ouvrages pédagogiques, dont trois Recueils de morceaux et un ouvrage sur la flûte, proposant six sonates pour deux flûtes traversières.

## Principales œuvres

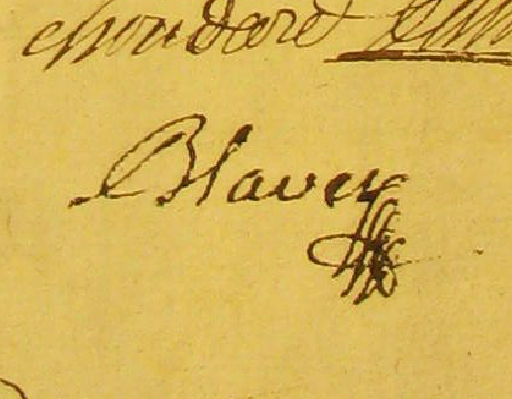
Signature autographe de Blavet sur un acte de tutelle des archives du Châtelet à Paris en 1765

### Musique instrumentale
- 6 Sonates pour 2 flûtes traversières, op. 1 (1728)
- 6 Sonates mêlées de pièces pour la flûte traversière avec la basse, op. 2 (1732)
  - no 1 en sol majeur - L'Henriette
  - no 2 en ré mineur - La Vibray
  - no 3 en mi mineur - La D'Hérouville
  - no 4 en sol mineur - La Lumagne
  - no 5 en ré majeur - La Chauvet
  - no 6 en la mineur - Le Bouget
- 3e Livre de Sonates pour la flûte traversière avec basse, op. 3 (1740)
- Concerto en la mineur pour flûte, 2 violons et violoncelle
- Diverses pièces pour flûte du Recueil de pièces, petits airs, brunettes, menuets

### Opéras
- Le Jaloux corrigé (1752)
- Floriane ou la grotte des spectacles (1752)
- Les Jeux olympiques (1753)
- La Fête de Cythère (1753)

## Pour découvrir Blavet
- French Baroque Concertos par le Musica Antiqua Köln, dirigé par Reinhard Goebel, concertos de Michel Blavet, Joseph Bodin de Boismortier , Pierre-Gabriel Buffardin, Michel Corrette et Jean-Baptiste Quentin
- Flutes sonatas (complete) par Jed Wentz et l'ensemble Musica ad Rhenum
- French Flute Concertos, œuvres de Leclair, Michel Blavet, Pierre-Gabriel Buffardin et Jacques-Christophe Naudot par l'ensemble Les Buffardins